# Кацуобуси
Кацуобуси (яп. 鰹節) — продукт японской кухни из сушёного, копчёного и ферментированного тунца-бонито вида Katsuwonus pelamis. Сегодня процесс обработки может состоять из одного копчения.
Кацуобуси и сушёная водоросль комбу — главные ингредиенты даси, бульона, составляющего основу многим японским супам (например, мисо) и соусам (соба но цукэдзиру) в японской кухне.

## Традиционный процесс
Сырой тунец потрошится и нарезается большими кусками. Затем филе припускается на медленном огне в течение часа. Жир и кости удаляются. Затем филе коптится в дыму дубовой древесины до тех пор, пока рыба полностью не высушится. Копоть и грязь счищается с поверхности, и рыба ещё какое-то время вялится на солнце.
После этого рыба обрабатывается культурой плесневого грибка аспергилла и оставляется в закрытом пространстве. Выступающую на поверхности плесень постоянно срезают, до тех пор пока она не прекращает появляться. В конце концов рыба становится сухой и твёрдой. От первоначальной массы остается не более 20 %. Полученный продукт называется карэбуси (枯節) или хонкарэбуси (本枯節).

## Стружка
Традиционно большие поленья кацуобуси хранятся на кухне и строгаются по мере необходимости на устройстве похожем на рубанок и называемом кацуобуси кэдзурики.
В настоящее время кацуобуси, как правило, продаётся уже в готовом к употреблению виде в форме розовато-коричневой стружки. Более тонкая и мелкая стружка называется ханакацуо (яп. 花鰹) и используется в качестве гарнира к многим блюдам японской кухни, например к окономияки. Более толстая стружка, называемая кэдзурикацуо, используется для приготовления даси.

## Использование
Помимо даси кацуобуси часто используется для:
- Окака (おかか), тонко нарубленная кацуобуси, политая соевым соусом.
  - Как начинка для рисовых колобков онигири.
  - Как гарнир к рису. Вместе с нори часто используется для приготовления бэнто.
  - Сушёная окака используется как компонент фурикакэ.
- Как гарнир к холодному тофу (хияякко, 冷奴) вместе с имбирём и луком-пореем.
- Как гарнир к холодной собе (дзарусобе).
- Как гарнир к такояки и окономияки.
- Как гарнир к «Столетнему яйцу» вместе с кунжутным маслом и соевым соусом.
- Как высокобелковый корм для домашних кошек.